# Atrytonopsis deva
Atrytonopsis deva är en fjärilsart som beskrevs av Edwards 1876. Atrytonopsis deva ingår i släktet Atrytonopsis och familjen tjockhuvuden. Inga underarter finns listade i Catalogue of Life.